# نادي كارتاهينيس
نادي كارتاهينيس هو نادي كرة قدم كوستاريكي أٌسس عام 1906. يلعب النادي في دوري كوستاريكا لكرة القدم.